# Chlorameisensäure-2-chlorethylester
Chlorameisensäure-2-chlorethylester ist eine chemische Verbindung  aus der Stoffgruppe der Chlorameisensäureester.

## Nomenklatur
Der gebräuchliche Name „Chlorameisensäure-2-chlorethylester“ ist nicht korrekt, da die Verbindung kein Derivat der Ameisensäure, sondern der Kohlensäure (Kohlensäuremonochlorid und Kohlensäuremonoester) ist.

## Gewinnung und Darstellung
Die technische Herstellung von Chlorameisensäure-2-chlorethylester erfolgt durch Einleiten von Phosgen in Ethylenchlorhydrin bei 0 °C.

## Eigenschaften
Chlorameisensäure-2-chlorethylester ist eine brennbare, schwer entzündbare, wenig flüchtige, farblose bis gelbliche Flüssigkeit mit stechendem Geruch, die in Wasser hydrolysiert.

## Verwendung
Chlorameisensäure-2-chlorethylester wird zur Synthese anderer chemischer Verbindungen (zum Beispiel Carbachol) verwendet.

## Sicherheitshinweise
Die Dämpfe von Chlorameisensäure-2-chlorethylester können mit Luft ein explosionsfähiges Gemisch (Flammpunkt 79 °C, Zündtemperatur 470 °C) bilden.